# Communauté de communes Yonne Nord
La communauté de communes Yonne Nord est une communauté de communes française, située dans le département de l'Yonne en région Bourgogne-Franche-Comté.

## Historique
Elle est créée par un arrêté du 19 décembre 2000 (avec effet au 1er janvier 2001).

## Territoire communautaire

### Composition
La communauté de communes est composée des 23 communes suivantes :

| Nom                    | Code Insee | Gentilé          | Superficie (km2) | Population (dernière pop. légale) | Densité (hab./km2) |
| ---------------------- | ---------- | ---------------- | ---------------- | --------------------------------- | ------------------ |
| Pont-sur-Yonne (siège) | 89309      | Pontois          | 13,9             | 3 357 (2022)                      | 242                |
| Champigny              | 89074      | Campestriens     | 21,28            | 2 127 (2022)                      | 100                |
| La Chapelle-sur-Oreuse | 89080      | Chapelins        | 17,92            | 668 (2022)                        | 37                 |
| Chaumont               | 89093      |                  | 8,64             | 659 (2022)                        | 76                 |
| Compigny               | 89115      | Compénéens       | 7,79             | 182 (2022)                        | 23                 |
| Courlon-sur-Yonne      | 89124      | Courlonnais      | 16,73            | 1 191 (2022)                      | 71                 |
| Cuy                    | 89136      | Cuistrats        | 6,97             | 863 (2022)                        | 124                |
| Évry                   | 89162      | Évryens          | 4,54             | 398 (2022)                        | 88                 |
| Gisy-les-Nobles        | 89189      | Gisois           | 10,91            | 556 (2022)                        | 51                 |
| Michery                | 89255      | Michelins        | 17,05            | 1 080 (2022)                      | 63                 |
| Pailly                 | 89285      | Paillissiens     | 14,89            | 291 (2022)                        | 20                 |
| Perceneige             | 89469      | Perceneigeois    | 60,99            | 952 (2022)                        | 16                 |
| Plessis-Saint-Jean     | 89302      |                  | 11,02            | 218 (2022)                        | 20                 |
| Saint-Sérotin          | 89369      | Saint-Sérotinois | 14,1             | 597 (2022)                        | 42                 |
| Serbonnes              | 89390      | Serbonnois       | 9,93             | 693 (2022)                        | 70                 |
| Sergines               | 89391      | Serginots        | 18,96            | 1 235 (2022)                      | 65                 |
| Thorigny-sur-Oreuse    | 89414      |                  | 49,23            | 1 396 (2022)                      | 28                 |
| Villeblevin            | 89449      | Villeblevinois   | 7,36             | 1 813 (2022)                      | 246                |
| Villemanoche           | 89456      | Manochons        | 14,39            | 671 (2022)                        | 47                 |
| Villenavotte           | 89458      |                  | 2,22             | 162 (2022)                        | 73                 |
| Villeneuve-la-Guyard   | 89460      | Villeneuvois     | 16,62            | 3 470 (2022)                      | 209                |
| Villeperrot            | 89465      | Parretins        | 8,15             | 296 (2022)                        | 36                 |
| Vinneuf                | 89480      | Vinnotiers       | 15,26            | 1 559 (2022)                      | 102                |

### Démographie
| 1968   | 1975   | 1982   | 1990   | 1999   | 2006   | 2011   | 2016   |
| ------ | ------ | ------ | ------ | ------ | ------ | ------ | ------ |
| 13 400 | 13 952 | 15 223 | 18 400 | 20 293 | 22 227 | 23 616 | 24 568 |

## Administration

### Siège
Le siège de la communauté de communes est situé à Pont-sur-Yonne.

### Conseil communautaire
L'intercommunalité est gérée par un conseil communautaire composé de 48 délégués issus de chacune des communes membres et élus pour une durée de six ans, coïncidant ainsi avec les échéances des scrutins municipaux.
À compter des élections municipales de 2014, ils sont répartis comme suit :
| Nombre de délégués | Communes |
| ------------------ | --- |
| 4                  | Pont-sur-Yonne, Villeneuve-la-Guyard |
| 3                  | Champigny, Thorigny-sur-Oreuse, Villeblevin, Vinneuf                                                                                             |
| 2                  | Chaumont, Courlon-sur-Yonne, Cuy, Gisy-les-Nobles, La Chapelle-sur-Oreuse, Michery, Perceneige, Saint-Sérotin, Serbonnes, Sergines, Villemanoche |
| 1                  | Compigny, Évry, Pailly, Plessis-Saint-Jean, Villenavotte, Villeperrot                                                                            |

### Présidence
Le conseil communautaire élit un président et huit vice-présidents. Son président actuel est Thierry Spahn.
| Période                                  | Période       | Identité                  | Étiquette | Qualité                                   |
| ---------------------------------------- | ------------- | ------------------------- | --------- | ----------------------------------------- |
| Les données manquantes sont à compléter. |               |                           |           |                                           |
| mai 2011                                 | 2014          | Dominique Bourreau        | PS        | Maire de Villeneuve-la-Guyard depuis 2008 |
| 17 Avril 2014                            | Décembre 2018 | Jean-Jacques Percheminier | DVG       | Maire de Courlon-sur-Yonne (1997-2020)    |
| Janvier 2019                             | En cours      | Thierry Spahn             | DVD       | Maire de Villeblevin depuis 2016          |

### Régime fiscal et budget
Le régime fiscal de la communauté de communes est la fiscalité professionnelle unique (FPU).